# Inorodtsy
Le terme inorodtsy (en russe : Инородцы, singulier : инородец, inorodets) désigne une catégorie particulière de sujets de l'Empire russe.

## Étymologie
Le mot signifie littéralement « d'extraction différente ». Le terme est parfois traduit par allochtone ou allogènes, ou comme par étrangers, ce qui est un contre sens, dans la mesure où il s'applique à des populations autochtones ou indigènes, notamment en Sibérie, en Asie Centrale ou dans l'Extrême-Orient russe.  

## Statut
La première loi codifiant le statut des inorodtsy dans l'Empire date de 1822 et s'applique aux populations non slaves de Sibérie. La plupart de ses mesures restent en vigueur jusqu'à la révolution de février 1917.
Ce statut reflète la volonté d'intégrer dans le système juridique de l'Empire des populations nomades, semi-nomades ou sédentaires passées sous administration russe lors de l'expansion impériale au XIXe siècle.
Il s'applique à des peuples russes pour lesquels des lois de l'empire étaient jugées inappropriées, et sert, dans une certaine mesure, pour protéger leur mode de vie traditionnel. Il incluait par exemple des exemptions de service militaire, une protection des terres de pâturage, ainsi qu'une autonomie religieuse et administrative. Au fil du temps, le terme a acquis une connotation péjorative,.
Dans le code des lois sur les états juridiques (Своду законов о состояниях) on remarque que l'application du statut a progressivement été étendus aux peuples montagnards du Caucase ainsi qu'aux Juifs.